# Сарыбашский сельский совет
Сарыбашский сельский совет (укр. Сарибаська сільська рада, крымскотат. Sarıbaş köy şurası) — административно-территориальная единица в Первомайском районе в составе АР Крым Украины (фактически до 2014 года), ранее до 1991 года — в  составе Крымской области УССР в СССР.
Всеукраинская перепись 2001 года, при населении 1261 человек, показала следующее распределение по носителям языка
| Язык             | Процент |
| ---------------- | ------- |
| крымскотатарский | 77.87   |
| русский          | 13.08   |
| украинский       | 7.38    |
| другие           | 0.08    |

К 2014 году состоял из одного села Сары-Баш.

## История
Сельский совет образован 10 октября 1989 года как Танинский, переименованный после переименования его центра 26 декабря 1991 года в Сарыбашский. С 12 февраля 1991 года совет в восстановленной Крымской АССР, 26 февраля 1992 года переименованной в Автономную Республику Крым. С 21 марта 2014 года в составе Крыма аннексирован Россией. Законом «Об установлении границ муниципальных образований и статусе муниципальных образований в Республике Крым» от 4 июня 2014 года территория административной единицы была объявлена муниципальным образованием со статусом сельского поселения.